# Anna-Maja Henriksson
Anna-Maja Kristina Henriksson (de soltera Forss; n. Jakobstad, 7 de enero de 1964) es una política finlandesa de habla sueca. Se ha desempeñado como Ministra de Justicia de Finlandia en el gobierno de Jyrki Katainen y en el gobierno de Alexander Stubb de 2011 a 2015, en el gobierno de Antti Rinne de junio a diciembre de 2019 y actualmente en el gobierno de Sanna Marin desde diciembre de 2019. Ha sido miembro del Parlamento de Finlandia desde 2007, vicepresidenta del Partido Popular Sueco de Finlandia entre 2010-2016 y presidenta del Grupo Parlamentario Sueco 2015-2016.
El 12 de junio de 2016, Henriksson fue elegida líder del Partido Popular Sueco de Finlandia y se convirtió en la primera mujer líder del partido.
Henriksson está casada con Janne Henriksson desde 1991. La pareja tiene dos hijos.